# San Vicente y las Granadinas en los Juegos Olímpicos de la Juventud 2018
San Vicente y las Granadinas compitió en los Juegos Olímpicos de la Juventud 2018 en Buenos Aires, Argentina, celebrados entre el 6 y el 18 de octubre de 2018. No logró obtener medallas en las justas deportivas.

## Medallero
| Medalla       | Oro | Plata | Bronce | Total |
| ------------- | --- | ----- | ------ | ----- |
| Total oficial | 0   | 0     | 0      | 0     |

## Disciplinas

### Voleibol playa
San Vicente y las Granadinas clasificó a un equipo para esta disciplina.
- Torneo masculino - 1 equipo de 2 atletas

### Remo
San Vicente y las Granadinas clasificó a un atleta en esta disciplina.
- Individual masculino - 1 atleta